# Montouliers
Montouliers – miejscowość i gmina we Francji, w regionie Oksytania, w departamencie Hérault.
Według danych na rok 1990 gminę zamieszkiwało 186 osób, a gęstość zaludnienia wynosiła 24 osoby/km² (wśród 1545 gmin Langwedocji-Roussillon Montouliers plasuje się na 722. miejscu pod względem liczby ludności, natomiast pod względem powierzchni na miejscu 869.).